# Глетчерный лёд

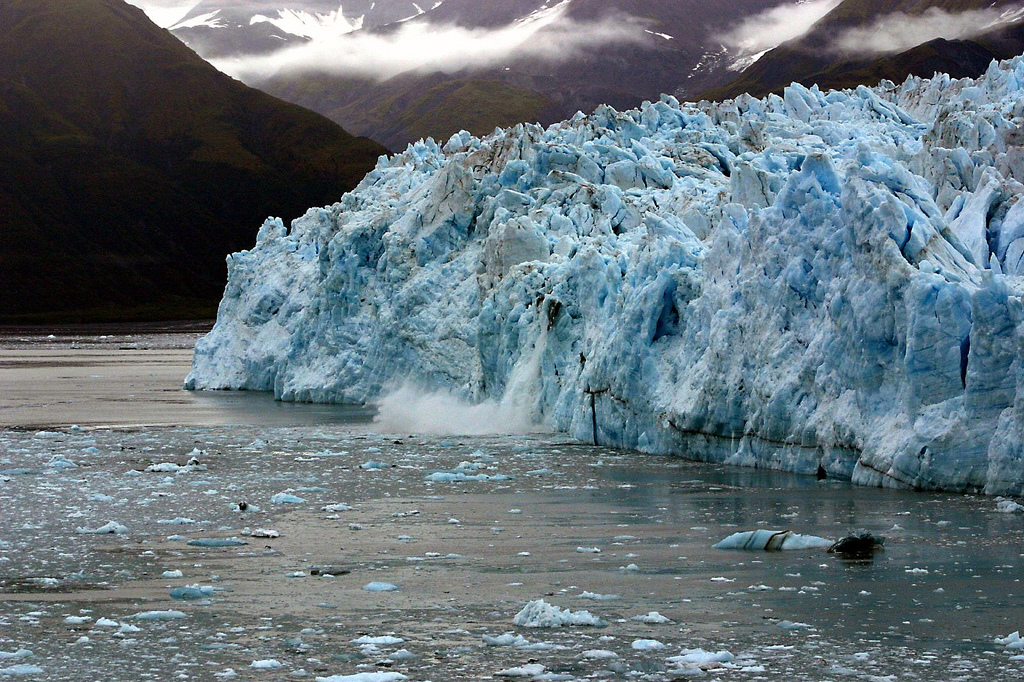
Фронт ледника Хаббард, Аляска

Глетчерный лёд (ледниковый лёд) — лёд, возникающий из снега в областях выше снеговой линии. Снег сначала превращается в фирн (зернистый снег) при участии процессов сублимации и рекристаллизации. Затем нижние слои фирна, прессуясь под давлением вышележащих, превращаются в белый фирновый лёд, а последний — в глетчерный лёд, конечный продукт превращений снежного покрова в горах.
Глетчерный лёд — прозрачная голубоватая масса крупных ледяных зёрен (искажённых давлением ледяных кристаллов), оптические оси которых сперва ориентированы беспорядочно, а затем начинают приобретать предпочтительную ориентацию, что и облегчает движение льда в ледниках. Скорость движения льда обычно не превышает 0,5 метров в сутки, но в некоторых случаях достигает 10-40 м/сутки; движение льда начинается с толщин 15-30 м.
Кроме зернистости, характерным признаком глетчерного льда является полосчатость. Полосы могут быть первичными, то есть унаследованными от слоистости фирновой толщи, или же вторичными, возникшими при деформации и разрывах льда при движении ледника, замерзании воды в трещинах.